# Прапор Троїцького району
Пра́пор Тро́їцького райо́ну — офіційний символ Троїцького району Луганської області, затверджений 30 липня 2009 року рішенням № 25/2 сесії Троїцької районної ради.

## Опис
Прапор являє собою синє прямокутне полотнище зі співвідношенням сторін 2:3, у верхньому лівому куті якого зображено герб району, навколо якого розташовано вісімнадцять п'ятипроменевих зірок.
Герб являє собою іспанський щит, розділений по горизонталі на два рівні поля блакитного та жовтого кольорів, у верхньому лівому куті якого розташовано герб Луганської області. В його центрі розміщено зображення Свято-Троїцької церкви, оточене червоною стрічкою з написом «ТРОЇЦЬКИЙ РАЙОН» та «1926» — роком заснування. В жовтому полі зображено гроно калини та квітку соняшника.

## Символіка
- Кількість зірок на прапорі означає кількість територіальних громад району.